# Хав'єр Амбройс
Хав'єр Амбройс (ісп. Javier Ambrois; 9 травня 1932, Монтевідео, Уругвай — 25 червня 1975 там же) — уругвайський футболіст, що грав на позиції нападника.
Виступав, зокрема, за клуб «Насьйональ», а також національну збірну Уругваю.

## Клубна кар'єра
Вихованець футбольної школи клубу «Насьйональ». Дорослу футбольну кар'єру розпочав 1950 року в основній команді того ж клубу, в якій провів три сезони, взявши участь у 110 матчах чемпіонату. Більшість часу, проведеного у складі «Насьйоналя», був основним гравцем атакувальної ланки команди.
Згодом з 1954 по 1960 рік грав у складі команд клубів «Флуміненсе», «Насьйональ», «Бока Хуніорс» та «Ланус».
Завершив професійну ігрову кар'єру у клубі «Дефенсор Спортінг», за команду якого виступав протягом 1961—1964 років.

## Виступи за збірну
1952 року дебютував в офіційних матчах у складі національної збірної Уругваю. Протягом кар'єри у національній команді, яка тривала 6 років, провів у формі головної команди країни 31 матч, забивши 16 голів.
У складі збірної був учасником чемпіонату світу 1954 року у Швейцарії, розіграшу Кубка Америки 1956 року в Уругваї, здобувши того року титул континентального чемпіона, розіграшу Кубка Америки 1957 року у Перу, на якому команда здобула бронзові нагороди.

## Титули і досягнення
- Чемпіон Південної Америки: 1956
- Бронзовий призер Чемпіонату Південної Америки: 1957